# 889. pr. Kr.
◄ | 10. stoljeće pr. Kr. | 9. stoljeće pr. Kr. | 8. stoljeće pr. Kr. | ►
◄ | 910-ih pr. Kr. | 900-ih pr. Kr. | 890-ih pr. Kr. | 880-ih pr. Kr. | 870-ih pr. Kr. | 860-ih pr. Kr. | 850-ih pr. Kr. | ►
◄◄ | ◄ | 892. pr. Kr. | 891. pr. Kr. | 890. pr. Kr. | 889 pr. Kr. | 888. pr. Kr. | 887. pr. Kr. | 886. pr. Kr. | ► | ►►
Astronomija

## Događaji
- Tukultininurta II. nasljeđuje na asirijskom prijestolju Adadnirarija II.
- Faraon Takeolot I., iz XXII. dinastije, dolazi na egipatsko prijestolje.